# Легизъм
Легизъм (английски: legalism, френски: legisme, китайски: 法家, пинин: Fǎjiā, буквално означаващо „школа в правото“) е общоприетото в западната наука название на китайската философска школа фадзя (法家), за чийто основоположници се смятат Гуан Джун (края на VIII-VII век пр.н.е.), Дзъ Чан (VI век пр.н.е.), както и Ли Куей, Ли Къ (възможно е двамата да са едно и също лице), У Ци (IV век пр.н.е.). Най-влиятелни теоретици на легизма са Шан Ян, Шън Дао, Шън Бухай (IV век пр.н.е.) и Хан Фей (III век пр.н.е.).

## Ролята на владетеля
В основата на легистката доктрина е залегнало учението за ръководната роля на единния закон (фа, 法) в живота на държавата. Създател на закона обаче може да бъде само едноличния владетел. За разлика от конфуцианския ритуал (ли) законът може да бъде променян и преразглеждан в съответствие с нуждите на времето. Друг важен аспект в легизма е учението за шу – изкуството за политическо маневриране, преди всичко при контрола на чиновниците и управлението на базата на закона.
Теоретиците на легизма създават стройна концепция за деспотичната държава, функционираща в условията на неограничената власт на владетеля, ръководещ еднолично унифицирания държавен административен апарат; предлагат идеята за държавно регулиране на икономиката чрез мерки за насърчаване на земеделието и уреждане на паричната система; система за централизирано управление на държавата на базата на единно административно деление; назначаване на чиновниците вместо традиционното наследяване на длъжностите; даване на длъжности, рангове и благороднически титли за конкретни заслуги, преди всичко военни; контрол на мислите на поданиците, цензорски надзор над чиновниците; система на кръгова поръка и групова отговорност. Като цяло политическата практика на легистите довела да ограничаване влиянието на наследствената аристокрация и разрушаването на някои традиционни патриархални норми, които препятствали установяването на едноличната власт на монарха и усилването ролята на администрацията. Заради това някои изследователи виждат в легизма черти на тоталитарна идеология.
Залог за мощта на държавата и укрепване властта на държавата била концентрацията на усилията за развитие на земеделието и воденето на войни. Моралните норми, традиции и култура трябвало да бъдат изкоренени от съзнанието на поданиците, тъй като ги отклонявали от изпълнението на задълженията им към владетеля. Управлението на народа и чиновничеството трябвало да бъде изградено на главния императив на човешката дейност – стремеж към изгода (ли, 利). Затова основните методи на управлението били наградите и наказанията, при това последните доминирали и трябвало да бъдат максимално строги дори за незначителни нарушения. Главното мерило за човешкото достойнство била предаността към владетеля, безпрекословното подчинение пред закона и военните заслуги. Те били основание за назначаването на длъжност и даването на благороднически титли. Владетелят обаче не трябвало да се доверява и на най-достойните, а да поощрява доносничеството, да е предпазлив и безмилостен, да не предава на подчинените си дори частица от своята власт.

## Външни перпратки
- ((en)) Китайският легализъм: документни материали и античен тоталитаризъм